# リーマン・ショック
リーマン・ショックは、アメリカ合衆国で住宅市場の悪化によるサブプライム住宅ローン危機がきっかけとなり投資銀行のリーマン・ブラザーズ・ホールディングスが2008年9月15日に経営破綻し、そこから連鎖的に世界金融危機が発生した事象である。これは1929年に起きた世界恐慌以来の世界的な大不況である。
「リーマン・ブラザーズ」は1850年に創立された名門投資銀行であり、1990年代以降の住宅バブルの波に乗ってサブプライムローンの積極的証券化を推し進めた結果、アメリカ五大投資銀行グループの第4位にまで上り詰めた。しかし、サブプライム住宅ローン危機による損失拡大により、2008年9月15日に連邦倒産法第11章（チャプター11）を申請して経営破綻した。この破綻劇は負債総額約6000億ドル（約64兆円）というアメリカ合衆国の歴史上最大の企業倒産であり、世界連鎖的な信用収縮による金融危機を招くことに繋がった。
日本でも、東証株価指数（TOPIX）が大暴落を起こし、同年9月12日（金曜日）の終値は1177.20だったが、10月27日には746.46まで下落し、1983年（昭和58年）以来、25年ぶりの安値を記録した。その結果、派遣切りや雇い止めが発生し、年末年始に年越し派遣村が開催された。なお、これをきっかけに公務員の人気が上昇し、安定志向が強くなった。また、これらで退職した求職者を対象にした緊急雇用創出事業が実施されることになった（後に求人時点で仕事がない全求職者を対象に拡大された。）。
本項では発言などの引用以外は「リーマン・ショック」と表記する（表記の乱れや言語的な言及は以下の「名称」の項目に示す。）。

## 名称
「リーマン・ショック」は和製英語とされ、日本における通称であり、日本においては一連の金融危機における象徴的な出来事として捉えられているためこの語がよく使用される。英語では同じ事象をthe financial crisis of 2007–2008（「2007年から2008年の金融恐慌」）や the global financial crisis（「国際金融危機」）、 the 2008 financial crisis（「2008年の金融危機」）と呼称するのが一般的である。文脈にもよるが the financial crisis（「金融危機」）だけで「リーマン・ショック」を意味することも多い。
本項の英語版は「Bankruptcy of Lehman Brothers」（リーマン・ブラザースの破綻）という名称であり、同社の破綻を中心とした記述である。

## 前史
戦後パックス・アメリカーナ世界秩序の中心を占めたアメリカの国内的成長連関の仕組みが1960年代末に行き詰まったのに対し、企業・金融・情報のグローバル化と政府機能の新自由主義化により、EUや東アジア、インド、ロシア、ブラジルを巻き込みつつアメリカ経済のグローバル資本主義化が進んだ。その帰結として、1990年代になると、ニューヨークに基軸通貨ドルによる国際決済機能が集中し、アメリカの膨大な輸入超過に伴う構造化された経常収支赤字が、黒字国からの膨大なドル資金流入で自動的にファイナンスされる、グローバル資金循環構造が出現した。ニューヨークに累積するドルを原資とし、商業銀行は信用創造の水増し的な拡大が可能となり、投資銀行や機関投資家、ヘッジファンドが関与して、デリバティブと金融工学を駆使した投機操作を含むレバレッジド・ファイナンスを膨張させた。こうしたメカニズムが、ニューヨークを筆頭に、ロンドン、フランクフルト、パリ、東京、シンガポール、香港等、世界の主要金融市場を舞台に、クロスボーダーな金融取引を拡大していった。この拡大の中心として、1990年代末にインターネット・バブルの発展、およびその崩壊後の2000年代には住宅バブルの発展が進んだが、それらが内包した欠陥、とりわけ証券化メカニズムが直接の原因となってこの成長連関が破綻し、グローバル金融危機・経済危機を誘発したのである。
2000年代に入り、日本の株式市場も国際経済の波乱に翻弄された。2000年3月10日、IT（情報技術）関連銘柄を多く含む米ナスダック総合株価指数が取引時間中に1年前の2倍以上となる高値5132.52と付けた。「ドットコム・バブル」と呼ばれるインターネット関連株人気が頂点に達した後に、金融引き締めを背景にネット関連株は急落に転じた。ITバブル崩壊は日本にも波及し、2000年3月に2万円台に乗せていた日経平均は同年10月に1万5000円を割り、2001年8月末には1万713円と1万円の大台割れ寸前まで下がった。
さらに、2001年9月11日に発生したアメリカ同時多発テロ事件が大きな影響を及ぼした。翌12日の東京市場で日経平均はあっさり1万円を割り、終値で前日比682円 (6.6%) 安い9610円まで下げた。一旦持ち直すが、2002年半ばから米国景気の悪化懸念などを背景に再び下げ足を速めてテロ後の安値を下回り、10月に9000円を割った。翌2003年3月前半には米国の対イラク戦争が近づいた緊張感も加わって20年ぶりに8000円を割り込んだ。
その後、株式相場は景気回復への期待から一旦上げに転じたが、2007年のアメリカ合衆国の住宅バブル崩壊をきっかけとして、サブプライム住宅ローン危機を始め、サブプライムローン、オークション・レート証券、カードローン関連債券など多分野にわたる資産価格の暴落が起こっていた。
2007年からの住宅市場の大幅な悪化と伴に、危機的状態となっていたファニー・メイやフレディ・マックなどの連邦住宅抵当公庫へは、政府支援機関における買取単価上限額の引上げや、投資上限額の撤廃など様々な手を尽くしていたものの、サブプライムローンなどの延滞率は更に上昇し、住宅差押え件数も増加を続けた。歯止めが効かないことを受け、2008年9月8日、アメリカ合衆国財務省が追加で約3兆ドルをつぎ込む救済政策が決定された。「大きすぎて潰せない (Too big to fail) 」の最初の事例となる。

## 破綻
リーマン・ブラザーズも例外ではなく、多大な損失を抱えていた。既に2008年3月、米証券5位ベアー・スターンズが実質破綻し経営不安説が流れたリーマンの株価も下落、リーマンCEOのファルドは有力投資家ウォーレン・バフェットにリーマンへの出資を要請したが拒否された。不良なサブプライムローン債権が金融機関の抱える証券化された債券にどれだけ混じっているかは極めて分かりにくく、バフェットの出資拒否の情報は疑心暗鬼に陥っていた投資家らの不安をさらに煽り、リーマンが出資を得るのはいっそう困難になったとされる。2008年9月15日（月曜日）に、リーマン・ブラザーズは連邦倒産法第11章の適用を連邦裁判所に申請するに至った。この申請により、同社が発行している社債や投資信託を保有している企業への影響、取引先への波及と連鎖などの恐れ、及びそれに対するアメリカ合衆国議会・連邦政府の対策の遅れから、アメリカ合衆国の経済に対する不安が広がり、世界的な金融危機へと連鎖した。
リーマン・ブラザーズは、破綻の前日までアメリカ合衆国財務省や連邦準備制度理事会 (FRB) の仲介の下でHSBCホールディングスや韓国産業銀行など、複数の金融機関と売却の交渉を行っていた。日本のメガバンク数行も参加したが、後の報道であまりに巨額かつ不透明な損失が見込まれるため、買収を見送ったと言われている。2008年10月3日には、アメリカ合衆国大統領ジョージ・W・ブッシュが、金融システムに7000億ドルの金銭支援を行う緊急経済安定化法案 (Troubled Asset Relief Program) に署名する。
最終的に残ったのはバンク・オブ・アメリカ、メリルリンチ、バークレイズであったが、アメリカ合衆国連邦政府が公的資金の注入を拒否していたことから交渉は不調に終わった。
しかし交渉以前に、損失拡大に苦しんでいたメリルリンチはバンク・オブ・アメリカへの買収打診を内々に決定しており、バークレイズも巨額の損失を抱え、すでにリーマン・ブラザーズを買収する余力などどこにも存在していなかった。リーマン・ショックの経緯については、アンドリュー・ロス・ソーキン著の『リーマン・ショック・コンフィデンシャル』（原題: Too Big to Fail）に詳細に説明されている。
日本は長引く不景気から、サブプライムローン関連債権などにはあまり手を出していなかったため、金融会社では大和生命保険が倒産したり農林中央金庫が大幅な評価損を被ったものの、直接的な影響は当初は軽微であった。しかし、リーマン・ショックを境に世界的な経済の冷え込みから消費の落ち込み、金融不安で各種通貨から急速なアメリカ合衆国ドルの下落により相対的に円高が進み、アメリカ合衆国の経済への依存が強い輸出産業から大きなダメージが広がり、結果的に日本経済の大幅な景気後退へも繋がっていった。

日本の実質GDP成長率の推移

日本の有効求人倍率。2009年には戦後最悪となった。

## 題材とした作品
- 映画
  - ガールフレンド・エクスペリエンス（2009年のアメリカ映画）スティーヴン・ソダーバーグ監督作品
  - キャピタリズム〜マネーは踊る〜（2009年のアメリカ映画）マイケル・ムーア監督作品
  - リーマン・ブラザーズ 最後の4日間（2009年にイギリス BBCが放映したテレビ映画）
  - インサイド・ジョブ 世界不況の知られざる真実（2010年のアメリカ映画）
  - マージン・コール（2011年のアメリカ映画）
  - ウォールストリート・ダウン（2013年のカナダ映画）
  - マネー・ショート 華麗なる大逆転（2015年のアメリカ映画）
  - ハゲタカ（2009年の日本映画）
  - ハスラーズ（2019年のアメリカ映画）
  - 時の行路（2020年の日本映画）